# Irina Kalinina
Irina Kalinina (n. 8 februarie 1959, Penza, RSFS Rusă, URSS) este o săritoare în apă ce a reprezentat Uniunea Republicilor Sovietice Socialiste, medaliată olimpică. A participat la 2 ediții ale Jocurilor Olimpice (1976, 1980) în care a câștigat o medalie de aur.